# ものがたり日本れきし
『ものがたり日本れきし』（ものがたりにほんれきし）は、平塚武二が書いた小学生向けの児童文学。芳賀幸四郎が監修し、童話物語風の日本史副読本として偕成社から刊行された。
1961年に刊行された。以下の全10巻からなる。
1. 大むかしの英雄たち（原始・大和・奈良）
2. 花の都・はちまん太郎（平安時代）
3. 源平のたたかい（平安時代末期）
4. 時宗とかまくら武士（鎌倉時代）
5. 南北朝のあらそい（南北朝・室町時代）
6. 戦国名将ものがたり（戦国時代）
7. 太閤秀吉（安土・桃山時代）
8. うごく徳川三百年（江戸時代）
9. 江戸さいごの日（幕末・維新）
10. 明治・昭和のひかり（明治・大正・昭和）

のち1969年に刊行された版では、2巻が「花の都・武士のおこり」、3巻が「源氏と平家の戦い」、4巻が「おしよせた元の大軍」、6巻が「戦国の武将たち」、9巻が「幕末のあらし」、10巻が「明治から太平洋戦へ」と改題されている。